# Tristrophis opisthommata
Tristrophis opisthommata är en fjärilsart som beskrevs av Eugen Wehrli 1924. Tristrophis opisthommata ingår i släktet Tristrophis och familjen mätare. Inga underarter finns listade i Catalogue of Life.